# يفيس ماريوت
يفيس ماريوت (بالفرنسية: Yves Mariot)‏ (5 يوليو 1948 في نانسي - 15 يناير 2000) لاعب كرة قدم فرنسي راحل كان يجيد اللعب في مركز المهاجم . شارك في مباراة دولية واحدة مع منتخب فرنسا في سنة 1975 . ساهم في تأهل نادي باستيا إلى المباراة النهائية لبطولة كأس الاتحاد الأوروبي سنة 1978 وحينها خسر من نادي بي إس في آيندهوفن الهولندي.

## روابط خارجية
- يفيس ماريوت على موقع قاعدة بيانات كرة القدم.إي يو (الإنجليزية)
- يفيس ماريوت على موقع ناشيونال فوتبول تيمز (الإنجليزية)
- يفيس ماريوت على موقع عالم كرة القدم.نت (الإنجليزية)